# Drum național 19A
Der Drum național 19A (rumänisch für „Nationalstraße 19A“, kurz DN19A) ist eine Hauptstraße in Rumänien.

## Verlauf
Die Straße, die überwiegend einen Teilabschnitt der Europastraße 81 bildet, zweigt bei dem Dorf Supuru de Sus (ungarisch Felsőszopor) nach Norden vom Drum național 1F ab und verläuft über die Gemeinden Acâș und Beltiug und die Kleinstadt Erdeed (rumänisch Ardud, ung. Erdőd) nach Satu Mare (Sathmar), wo sie den von Oradea (Großwardein) kommenden Drum național 19  kreuzt. Von dort aus führt sie weiter zur rumänisch-ungarischen Grenze bei Petea in der Gemeinde Dorolț. Auf ungarischer Seite bildet die 49-es főút (Hauptstraße 49) nach Mátészalka ihre Fortsetzung.
Die Länge der Straße beträgt rund 61 Kilometer.